# Westerwaldbus
Die Westerwaldbus GmbH (lang: Westerwaldbus des Kreises Altenkirchen GmbH) betreibt als Tochtergesellschaft der Kreiseigenen Westerwaldbahn GmbH Verkehrsleistungen im Landkreis Altenkirchen sowie teilweise im angrenzenden Westerwaldkreis. Die Gesellschaft wurde 2017 als 100-prozentiges Tochterunternehmen der Westerwaldbahn GmbH gegründet, der Sitz in der Verwaltung der Westerwaldbahn GmbH in Steinebach-Bindweide im Landkreis Altenkirchen.
Das Verkehrsunternehmen ist eine 100-prozentige Tochtergesellschaft der Westerwaldbahn des Kreises Altenkirchen GmbH und betreibt seit dem Fahrplanwechsel im Dezember 2018 den Personennahverkehr mit Bussen in den Gemeinden Betzdorf, Gebhardshain, Kirchen, Daaden, Herdorf und vereinzelt darüber hinaus. Seit Dezember 2021 wird das Linienbündel Altenkirchen – Wissen auch in den Gemeinden Altenkirchen, Flammersfeld, Hamm und Wissen durchgeführt.
Die Busse sind weitestgehend barrierefrei, fast alle haben einen Niederflureinstieg, Rollstuhlstellplatz und Ruftasten, es erfolgen akustische Ansagen, welche das Reisen für Blinde und Sehschwache erleichtern, Blindenschrift gibt es jedoch weder in Bussen noch an Haltestellen.
Die Westerwaldbus ist für die Informationsinfrastruktur der Haltestellen, also Fahrpläne und Netzpläne zuständig. Wetterschutz, Sitzgelegenheiten und Beleuchtung jedoch sind Aufgabenbereich der Gemeinden.
Die Busse verkehren im Gebiet des Verkehrsverbundes Rhein Mosel (VRM), als Übergangstarif gelten im Landkreis Siegen Wittgenstein die Tarife der (Verkehrsgemeinschaft Westfalen-Süd VGWS).